# Pero castanea
Pero castanea är en fjärilsart som beskrevs av W. Warren 1904. Pero castanea ingår i släktet Pero och familjen mätare. Inga underarter finns listade i Catalogue of Life.